# Sint-Leonarduskerk (Breendonk)

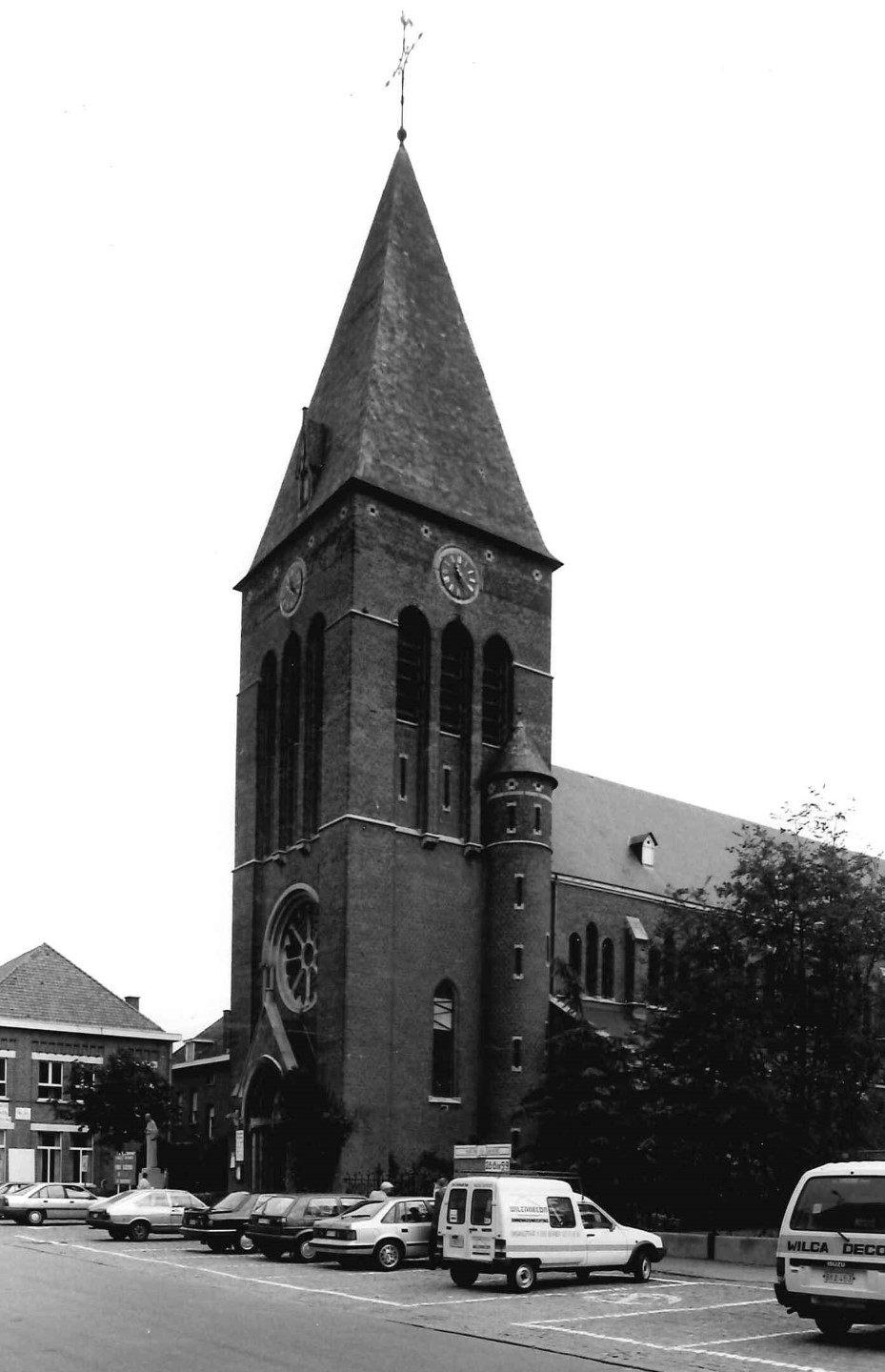
Sint-Leonarduskerk

De Sint-Leonarduskerk is de parochiekerk van de tot de Antwerpse gemeente Puurs-Sint-Amands behorende plaats Breendonk, gelegen aan Breendonk-Dorp 90A.

## Geschiedenis
In 1767 zou er een lemen kapel zijn gebouwd die in 1779-1780 werd vervangen door een stenen kerk die gewijd was aan de Martelaren van Gorcum. De kerk werd vergroot in 1857-1861 naar ontwerp van Joseph Schadde. Tijdens de Eerste Wereldoorlog werd het gebouw verwoest en uiteindelijk gesloopt.
In 1922-1925 werd een nieuwe kerk gebouwd in sobere neogotische stijl naar ontwerp van Edward Careels.

## Gebouw
Het betreft een bakstenen kruisbasiliek met voorgebouwde westtoren die drie geledingen kent en voorzien is van een tentdak. De toren wordt door een ronde traptoren geflankeerd. De kerk heeft een vijfzijdig afgesloten koor.
Het kerkmeubilair is grotendeels neogotisch en er zijn twee schilderijen van omstreeks 1850.